# Peritus
Peritus je latinské slovo (česky odborník či expert) používané v římskokatolické církvi pro označení teologů, kteří slouží jako poradci na koncilu. Během Druhého vatikánského koncilu mohl biskupy doprovázet peritus. Mezi říjnem 1962 a prosincem 1965 bylo jako peritus uznáno 480 teologů.
Někteří biskupští teologové byli později zaměstnáni jako peritus celého koncilu, jako například Joseph Ratzinger, který byl na prvním zasedání peritem kolínského arcibiskupa, kardinála Josefa Fringse, a od druhého zasedání pak teologem jmenovaným papežem.

## Historie
Tridentského koncilu (1545–1547) se zúčastnilo asi 50–100 teologů jmenovaných papežem, ale i biskupů nebo světských představených. Právě koncilní otcové se radili v teologických otázkách. Kromě generální kongregace, která byla vyhrazena koncilním otcům a na níž se hlasovalo, však probíhaly i teologické diskuse a výroky vedené teology. Podle církevního historika Klause Schatze SJ tyto diskuse „přispěly tak rozhodujícím způsobem k teologickému vyjasnění otázek a vypracování textů“.
Až do Francouzské revoluce v roce 1789 a do zrušení kapitulních kanovníků byly kapitulní sbory obsazeny kvalifikovanými profesionálními zpěváky (nazývanými také choralisté) ve službách určitého kostela nebo častěji katedrálního či kolegiátního kostela. Prováděli nejdůležitější liturgické zpěvy a byli kvalifikováni jako artis musicæ periti, což v překladu znamená „kvalifikovaní hudebníci“ nebo „znalí hudebního umění“. Dnešní hudební mistr byl označován jako peritissimus („velmi zkušený“).
Na I. vatikánském koncilu (1869–1870) koncilní teologové téměř zcela chyběli. Teologická jednání probíhala v komisích, jejichž členy byli koncilní otcové. Komise pověřené přípravou koncilu však byly složeny také z teologů. Koncilní text Dei Filius, který dokládal primát jurisdikce a papežskou neomylnost, pochází významně od německého jezuity Josepha Kleuthena. Kardinál John Henry Newman, který konvertoval z anglikánství ke katolické víře, odmítl nabídku účastnit se I. vatikánského koncilu jako peritus.
Joseph Ratzinger byl během Druhého vatikánského koncilu peritem kolínského arcibiskupa, kardinála Josepha Fringse; jezuitský teolog Karl Rahner byl ve službách vídeňského arcibiskupa, kardinála Franze Königa, ale také odborníkem na koncil a poradcem doktrinální komise; Hans Küng byl peritem koncilu, nikoliv jednotlivého biskupa, ačkoliv během prvního zasedání působil také jako poradce biskupa Carla Josepha Leiprechta. Kromě toho byl v letech 1962–1963 peritem rottenburského biskupa. Kromě ohlasu na jeho knihu Konzil und Wiedervereinigung (Koncil a sjednocení) z roku 1960 se jeho koncepce, které relativizovaly tajemství církve (srov. Lumen gentium, kap. 1), nedočkaly na koncilu většího ohlasu, jak sám dosvědčil ve svých pamětech (in Erkämpfte Freiheit, Kung, s. 484).
V rámci koncilu je třeba rozlišovat mezi odborníky jmenovanými papežem a soukromými teologickými poradci koncilních otců. „Oficiální koncilní teologové“ měli v generálních shromážděních koncilu místo, ale neměli hlasovací právo. Teologičtí poradci jednotlivých biskupů neměli v generálním shromáždění ani křeslo, ani hlas, ale mohli uplatňovat vliv prostřednictvím svých biskupů a svou prací a radami v komisích. Začlenění teologů bylo výrazem posílení „role teologie“.
Henri de Lubac byl soukromým peritem madagaskarského biskupa Rollanda, zatímco Jean Daniélou byl soukromým peritem nizozemského episkopátu. Podobně Yves Congar, Marie-Dominique Chenu a Edward Schillebeeckx byli spíše soukromými perity než perity v oficiálním slova smyslu. Yves Congar byl konzultorem koncilu na pozvání papeže Jana XXIII., ale byl také jmenován osobním teologem a expertem (peritus) štrasburského biskupa Jeana Juliena Webera, který mu dal oprávnění účastnit se všech generálních zasedání a všech komisí, kterých se účastnil.
Kromě oficiálních komisí a zasedání koncilu se konala i teologická setkání, na nichž spolu diskutovali teologové a koncilní otcové. Teprve tehdy se mnozí biskupové dozvěděli o významné teologické změně. někteří biskupové tuto výměnu názorů označili za cennou pomoc v teologických otázkách.
Navzdory svému právnímu postavení peritů ve službách koncilu byli různí peritusové především ve službách jednoho z proudů, které se střetávaly uvnitř samotného koncilu, a to jak s cílem reformovat církev (přijetí větších svobod, revize vztahů mezi církví a státem přehodnocení vztahů s jinými náboženstvími), tak s cílem hledat konfrontaci mezi katolicismem a jinými institucemi a proudy ve společnosti, stejně jako s ohledem na Tridentský koncil a I. vatikánský koncil (zejména s ohledem na peritům blízké Coetus Internationalis Patrum). Ať už byla jejich příslušnost jakákoli, 268 peritů ze 480 bylo zároveň konzultanty jedné nebo více z jedenácti koncilních komisí. Celkem 86 amerických peritů spolupracovalo na čtyřech koncilních zasedáních.